# Кристиансхаун (станция метро)
«Кристиансхаун» (дат. Christianshavn) — станция Копенгагенского метрополитена в одноимённом районе города.
Расположена на линиях M1 и M2, является последней станцией, после которой маршруты линий расходятся: M1 идёт до станции Вестамагер, которая находится в Кальвебод-Феллед (дат. Kalvebod Fælled), западной части острова Амагер, а линия M2 проходит до аэропорта в Каструпе, восточная часть Амагера.

## Особенности
Станция Кристиансхаун была открыта 19 октября 2002 года, в числе 11 станций на участке между Нёррепортом (дат. Nørreport) и Вестамагером (дат. Vestamager), с юго-восточным ответвлением к станции Лерграуспаркен (дат. Lergravsparken) (линия M2).
Станция Кристиансхаун расположена на острове, на территории бывшей военно-морской базы, на центральной площади (дат. ) Кристиансхауна (дат. Christianshavn). В результате своего ключевого расположения станция Кристиансхаун является 6-й по пассажирообороту станцией в Дании, ежедневно через станцию проходят примерно 13 300 пассажиров.
С открытием 28 сентября 2007 года участка метро до аэропорта Каструп была замечена путаница при объявлении станции. На станции Кристиансхаун, после которой линии расходятся, шло объявление «До станции Луфтхаун — аэропорт Копенгагена» (Toget kører til Lufthavnen — Copenhagen Airport). Многим пассажирам (в основном туристам) удавалось расслышать только последнюю часть сообщения (аэропорт Копенгагена), в результате они выходили на станции Кристиансхаун, уверенные, что находятся уже в Каструпе. В марте 2009 года это сообщение было заменено на «Кристиансхаун — этот поезд идёт до Луфтхаун — Аэропорт Копенгагена» (Christianshavn — Toget kører til — This train terminates at — Lufthavnen — Copenhagen Airport). На станции установлены платформенные раздвижные двери.